# 高安灯彩
高安灯彩是高安的一种民俗活动。清同治《瑞州府志》载有：“灯节，自11至15日止，张灯门屏，街市侑以箫鼓，小儿则擎莲花、鱼，龙诸样灯游戏。神庙装楼台鳌山，或放花爆制烟火，竞尝玩焉”。
清光绪(1875年一1908年)年间，则将《板凳龙》、《茶灯》、《蚌壳灯》、《日月灯》，《早莲船》，《风车》、《高脚灯》，《跑马灯》、《鲤鱼灯》、《流星灯》，《猴子跳圈》，《麒麟灯》、《狮子灯》、《象灯》，《龙灯》等诸样彩灯组合成《闹花府》组灯，灯彩规模更大，乡间斗村，大都有龙灯会之类组织，专事牵头闹花灯，龙灯会由村上各房轮流当差，多规定5至10年大庆1次。凡逢灯节，每入夜，则走村串户，灯歌队伍长达数里，每每通宵达旦。建国以后，民间灯彩依然盛行。尤以上湖、灰埠、黄沙，石脑、东方红、筠阳镇等乡镇为盛。1966年“文化大革命”开始，灯彩遂被禁绝。1977年春节，灯彩复兴。1985年3月4日(农历乙丑年正月—卜三日)县城在工人文化宫组织元宵灯会表演，与会诸灯有龙灯，狮灯，蚌壳灯、茶灯、板凳龙，鲤鱼灯、跑马灯等，参加表演者100余人。各灯争相献技，观众数千人。

## 扳凳龙
四人表演，两男两女，以系在三脚板凳上一条篾扎纸糊泥鳅龙为道具而得名。两女(旦)走前擎龙头，一男(小丑)扬龙尾巴走后。另1男(生)戴荔枝帽(即清朝知府、知县的官帽)、着长褂拿扇子饰“萝卜相公”。该灯意在知府、知县与民同乐，表演时演唱“反情”、“耍金扇'，锣鼓伴奏。扬尾巴的小丑从中插科打诨，“萝卜相公”则阻其科诨，以取逗观众。蚌壳灯一男一女表演。一男持鱼网饰渔翁，一女以蚌壳道具夹着，扮演河蚌。翁蚌斗智，边舞边唱打渔歌，并以高安《十番锣鼓》“急急风”、“猫捉鼠”相配动作，以丝竹乐器奏《打蚌壳》伴舞台表演。

## 采茶灯
采茶灯较其它诸灯更显朴实、原始，它源于采茶制茶，取茶掂为灯彩道具，加以美化而成为花篮，内点蜡烛，叫茶灯，表演者每人手端2盏，作各种队形变换，每变换一种队形用茶灯摆成一个宇，共四段，摆“天下太平”四字。此灯由八童女表演，时舞时唱，舞时变换队形，基本队形有“织篱笆”、“搅麻花”、翻猫子翻瓦”、“穿十字”，“双龙出水”等。摆成一字就唱一曲《茶灯唱》，唢呐伴唱。变换队形则以《长锤锣鼓》相伴，气氛热烈。狮子灯有文狮灯与武狮灯之分。文狮灯3人表演，2人擎狮，1人擎珠，晚问跟龙灯走村串产。武狮灯又称武术狮子，白天表演，2人舞狮，狮头狮尾各1人，1人耍珠。除舞狮外，亦有多人表演武术。本县武狮灯多为单狮独舞，有“开四门”、“狮子抢球”、“狮子望月”、“海底捞月”等套路。表演时配以高安《十番锣鼓》中“急急风”等锣鼓点子，勇猛迅疾，威武雄壮，很受农村青年喜爱。

## 龙灯
高安民俗，凡新婚，新屋落成；生子，高寿、开张、升迁等无不于元宵随“龙灯”送红灯笼相贺，以示“吉祥”。高安《龙灯》品类繁多，有《百节龙》、《布龙》、《圈龙》，《转龙》，《鹅颈龙》、《脱节龙》(又称《猪婆龙》)、《草绳龙》(求雨之龙)等。龙之舞曰“滚龙”，除《百节龙》、《鹅颈龙》外，余者皆可滚。“滚”有l龙单滚、2龙抢珠、4龙下海等形式。“滚龙”之前后，必打“呵盘”，即平持龙身围圈奔走，连喊“恭喜啊”，气氛十分热烈。